# Komariwci (obwód czerniowiecki)
Komariwci (ukr. Комарівці) – wieś na Ukrainie, w obwodzie czerniowieckim, w rejonie czerniowieckim. W 2001 liczyła 1135 mieszkańców, wśród których 1124 wskazało jako ojczysty język ukraiński, 3 rosyjski, 1 mołdawski, 1 węgierski, 2 rumuński, 3 bułgarski, a 1 polski.